# Joni Kauko
Joni Kauko (Turku, 12 luglio 1990) è un calciatore finlandese, centrocampista dell'Inter Kashi.

## Carriera

### Club

#### Le giovanili e poi l'Inter Turku
La sua carriera da calciatore inizia nel 1995 quando viene acquistato dal Runosmäen Nappulat per militare nella formazione giovanile. Dopo sei anni di militanza trascorsi nel club blaugrana, passa nel 2002 al Turun Palloseura dove trascorre una sola stagione nelle trafile del club bianconero.
Nel 2007 viene acquistato dall'Inter Turku dopo aver firmato un contratto biennale. Compie il suo debutto con i sinimustat nel match contro il Mariehamn. Conclude la sua prima stagione con i nerazzurri vincendo il campionato finlandese edizione 2008.
Nel 2009 segna la sua prima rete da calciatore professionista nel match vinto contro il MyPa.

### Nazionale
Nel 2006 debutta, durante un'amichevole, con l'Under-19 e dopo due anni, con meno di ventun'anni, esordisce con la maglia dell'Under-21

## Statistiche

### Presenze e reti nei club
| Stagione                                | Squadra                                 | Campionato                              | Campionato | Campionato | Coppe nazionali | Coppe nazionali | Coppe nazionali | Coppe continentali | Coppe continentali | Coppe continentali | Altre coppe | Altre coppe | Altre coppe | Totale | Totale |
| Stagione                                | Squadra                                 | Comp                                    | Pres       | Reti       | Comp            | Pres            | Reti            | Comp               | Pres               | Reti               | Comp        | Pres        | Reti        | Pres   | Reti   |
| --------------------------------------- | --------------------------------------- | --------------------------------------- | ---------- | ---------- | --------------- | --------------- | --------------- | ------------------ | ------------------ | ------------------ | ----------- | ----------- | ----------- | ------ | ------ |
| lug.-nov. 2021                          | ATK Mohun Bagan                         | ISL                                     | -          | -          | -               | -               | -               | AFC Cup            | 1                  | 0                  | -           | -           | -           | 1      | 0      |
| 2021-2022                               | ATK Mohun Bagan                         | ISL                                     | 18+2       | 3          | -               | -               | -               | AFC Cup            | 6                  | 4                  | -           | -           | -           | 26     | 7      |
| 2022-2023                               | ATK Mohun Bagan                         | ISL                                     | 6          | 1          | SC              | 0               | 0               | -                  | -                  | -                  | DC          | 3           | 0           | 9      | 1      |
| feb.-giu.2024                           | Mohun Bagan Super Giant                 | ISL                                     | 11+3       | 1          | SC              | -               | -               | AFC Cup            | -                  | -                  | DC          | -           | -           | 14     | 1      |
| Totale ATK Mohun Bagan / Mohun Bagan SG | Totale ATK Mohun Bagan / Mohun Bagan SG | Totale ATK Mohun Bagan / Mohun Bagan SG | 40         | 5          |                 | 0               | 0               |                    | 7                  | 4                  |             | 3           | 0           | 50     | 9      |
| 2024-2025                               | Inter Kashi                             | IL                                      | 18         | 3          | SC              | 0               | 0               | -                  | -                  | -                  | DC          | -           | -           | 18     | 3      |
| Totale carriera                         | Totale carriera                         | Totale carriera                         | 58         | 8          |                 | 0               | 0               |                    | 7                  | 4                  |             | 3           | 0           | 68     | 12     |

### Cronologia presenze e reti in nazionale
| Cronologia completa delle presenze e delle reti in nazionale ― Finlandia | Cronologia completa delle presenze e delle reti in nazionale ― Finlandia | Cronologia completa delle presenze e delle reti in nazionale ― Finlandia | Cronologia completa delle presenze e delle reti in nazionale ― Finlandia | Cronologia completa delle presenze e delle reti in nazionale ― Finlandia | Cronologia completa delle presenze e delle reti in nazionale ― Finlandia | Cronologia completa delle presenze e delle reti in nazionale ― Finlandia | Cronologia completa delle presenze e delle reti in nazionale ― Finlandia |
| Data                                                                     | Città                                                                    | In casa                                                                  | Risultato                                                                | Ospiti                                                                   | Competizione                                                             | Reti                                                                     | Note                                                                     |
| ------------------------------------------------------------------------ | ------------------------------------------------------------------------ | ------------------------------------------------------------------------ | ------------------------------------------------------------------------ | ------------------------------------------------------------------------ | ------------------------------------------------------------------------ | ------------------------------------------------------------------------ | ------------------------------------------------------------------------ |
| 22-1-2012                                                                | Port of Spain                                                            | Trinidad e Tobago                                                        | 2 – 3                                                                    | Finlandia                                                                | Amichevole                                                               | -                                                                        | 75’                                                                      |
| 23-1-2013                                                                | Chiang Mai                                                               | Thailandia                                                               | 1 – 3                                                                    | Finlandia                                                                | Amichevole                                                               | -                                                                        | 46’                                                                      |
| 26-1-2013                                                                | Chiang Mai                                                               | Svezia                                                                   | 3 – 0                                                                    | Finlandia                                                                | Amichevole                                                               | -                                                                        | 58’                                                                      |
| 31-5-2014                                                                | Ventspils                                                                | Finlandia                                                                | 2 – 0                                                                    | Estonia                                                                  | Amichevole                                                               | -                                                                        |                                                                          |
| 18-11-2014                                                               | Žilina                                                                   | Slovacchia                                                               | 2 – 1                                                                    | Finlandia                                                                | Amichevole                                                               | -                                                                        | 73’                                                                      |
| 9-6-2015                                                                 | Turku                                                                    | Finlandia                                                                | 0 – 2                                                                    | Estonia                                                                  | Amichevole                                                               | -                                                                        | 46’                                                                      |
| 1-6-2016                                                                 | Bruxelles                                                                | Belgio                                                                   | 1 – 1                                                                    | Finlandia                                                                | Amichevole                                                               | -                                                                        | 54’                                                                      |
| 9-1-2017                                                                 | al-'Ayn                                                                  | Marocco                                                                  | 0 – 1                                                                    | Finlandia                                                                | Amichevole                                                               | -                                                                        | 65’                                                                      |
| 13-1-2017                                                                | Abu Dhabi                                                                | Slovenia                                                                 | 2 – 0                                                                    | Finlandia                                                                | Amichevole                                                               | -                                                                        | 72’                                                                      |
| 8-9-2018                                                                 | Tampere                                                                  | Finlandia                                                                | 1 – 0                                                                    | Ungheria                                                                 | UEFA Nations League 2018-2019 - 1º turno                                 | -                                                                        |                                                                          |
| 11-9-2018                                                                | Helsinki                                                                 | Finlandia                                                                | 1 – 0                                                                    | Estonia                                                                  | UEFA Nations League 2018-2019 - 1º turno                                 | -                                                                        | 90+1’                                                                    |
| 15-11-2018                                                               | Atene                                                                    | Grecia                                                                   | 1 – 0                                                                    | Finlandia                                                                | UEFA Nations League 2018-2019 - 1º turno                                 | -                                                                        |                                                                          |
| 18-11-2018                                                               | Budapest                                                                 | Ungheria                                                                 | 2 – 0                                                                    | Finlandia                                                                | UEFA Nations League 2018-2019 - 1º turno                                 | -                                                                        | 60’                                                                      |
| 8-9-2019                                                                 | Tampere                                                                  | Finlandia                                                                | 1 – 2                                                                    | Italia                                                                   | Qual. Euro 2020                                                          | -                                                                        | 87’ 90+3’                                                                |
| 12-10-2019                                                               | Zenica                                                                   | Bosnia ed Erzegovina                                                     | 4 – 1                                                                    | Finlandia                                                                | Qual. Euro 2020                                                          | -                                                                        | 71’                                                                      |
| 15-10-2019                                                               | Turku                                                                    | Finlandia                                                                | 3 – 0                                                                    | Armenia                                                                  | Qual. Euro 2020                                                          | -                                                                        |                                                                          |
| 15-11-2019                                                               | Helsinki                                                                 | Finlandia                                                                | 3 – 0                                                                    | Liechtenstein                                                            | Qual. Euro 2020                                                          | -                                                                        | 71’                                                                      |
| 18-11-2019                                                               | Amarousio                                                                | Grecia                                                                   | 2 – 1                                                                    | Finlandia                                                                | Qual. Euro 2020                                                          | -                                                                        | 71’                                                                      |
| 3-9-2020                                                                 | Helsinki                                                                 | Finlandia                                                                | 0 – 1                                                                    | Galles                                                                   | UEFA Nations League 2020-2021 - 1º turno                                 | -                                                                        | 71’                                                                      |
| 7-10-2020                                                                | Danzica                                                                  | Polonia                                                                  | 5 – 1                                                                    | Finlandia                                                                | Amichevole                                                               | -                                                                        | 62’                                                                      |
| 14-10-2020                                                               | Helsinki                                                                 | Finlandia                                                                | 1 – 0                                                                    | Irlanda                                                                  | UEFA Nations League 2020-2021 - 1º turno                                 | -                                                                        | 86’                                                                      |
| 11-11-2020                                                               | Saint-Denis                                                              | Francia                                                                  | 0 – 2                                                                    | Finlandia                                                                | Amichevole                                                               | -                                                                        |                                                                          |
| 24-3-2021                                                                | Helsinki                                                                 | Finlandia                                                                | 2 – 2                                                                    | Bosnia ed Erzegovina                                                     | Qual. Mondiali 2022                                                      | -                                                                        | 82’                                                                      |
| 28-3-2021                                                                | Kiev                                                                     | Ucraina                                                                  | 1 – 1                                                                    | Finlandia                                                                | Qual. Mondiali 2022                                                      | -                                                                        | 68’                                                                      |
| 29-5-2021                                                                | Solna                                                                    | Svezia                                                                   | 2 – 0                                                                    | Finlandia                                                                | Amichevole                                                               | -                                                                        | 46’                                                                      |
| 12-6-2021                                                                | Copenaghen                                                               | Danimarca                                                                | 0 – 1                                                                    | Finlandia                                                                | Euro 2020 - 1º turno                                                     | -                                                                        | 76’                                                                      |
| 16-6-2021                                                                | San Pietroburgo                                                          | Finlandia                                                                | 0 – 1                                                                    | Russia                                                                   | Euro 2020 - 1º turno                                                     | -                                                                        | 67’                                                                      |
| 21-6-2021                                                                | San Pietroburgo                                                          | Finlandia                                                                | 0 – 2                                                                    | Belgio                                                                   | Euro 2020 - 1º turno                                                     | -                                                                        | 70’                                                                      |
| Totale                                                                   |                                                                          | Presenze                                                                 | 28                                                                       |                                                                          | Reti                                                                     | 0                                                                        |                                                                          |

## Palmarès

### Club

#### Competizioni nazionali
- Campionato finlandese: 1

Inter Turku: 2008
- Indian Super League: 1

ATK Mohun Bagan:2022-2023
- ISL Shield: 1

Mohun Bagan SG: 2023-2024
- I-League: 1

Inter Kashi: 2024–2025